# Arrangemang i grått och svart nr 1: Konstnärens moder
Arrangemang i grått och svart nr 1: Konstnärens moder (engelska: Arrangement in Grey and Black: The Artist’s Mother eller Whistler’s Mother) är en oljemålning av den amerikansk-brittiske konstnären James McNeill Whistler. Den målades 1871, inköptes av franska staten 1891 och är sedan 1986 utställd på Musée d’Orsay. Tavlans mått är 144,3 gånger 163 centimeter.
Whistler var amerikanen som utbildade sig i Paris och bodde större delen av sitt verksamma liv i England. När hans puritanska amerikanska mor, Anna McNeill Whistler (1804–1881), kom oinbjuden på besök till hans hem i Chelsea i London målades detta porträtt. Eftersom hon hade svårt att stå så målade han henne sittande i profil. I den renässansmässigt representativa uppställningen i målningen framträder kvinnan med nästan majestätisk värdighet. Det var den första i en serie porträtt vars titel inleddes med "arrangemang", och följdes bland annat av Arrangemang i grått och svart nr 2: Porträtt av Thomas Carlyle (1872–1873). 
Tavlan är med i filmen Bean – den totala katastroffilmen (1997) där den spelar en stor roll.

## Symbol

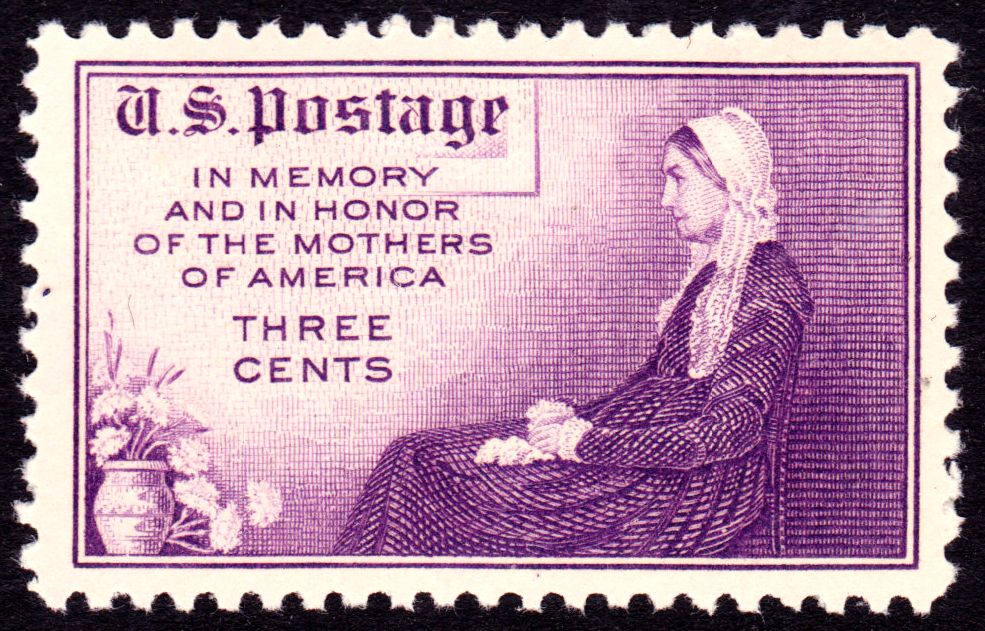
Amerikanskt frimärke, 1934.

Motivet har använts som symbol för moderskap och familjevärden (family values) främst i USA och år 1934 utgav amerikanska postverket ett frimärke med ett utsnitt av motivet och texten Till minne av och till ära för amerikanska mödrar. 

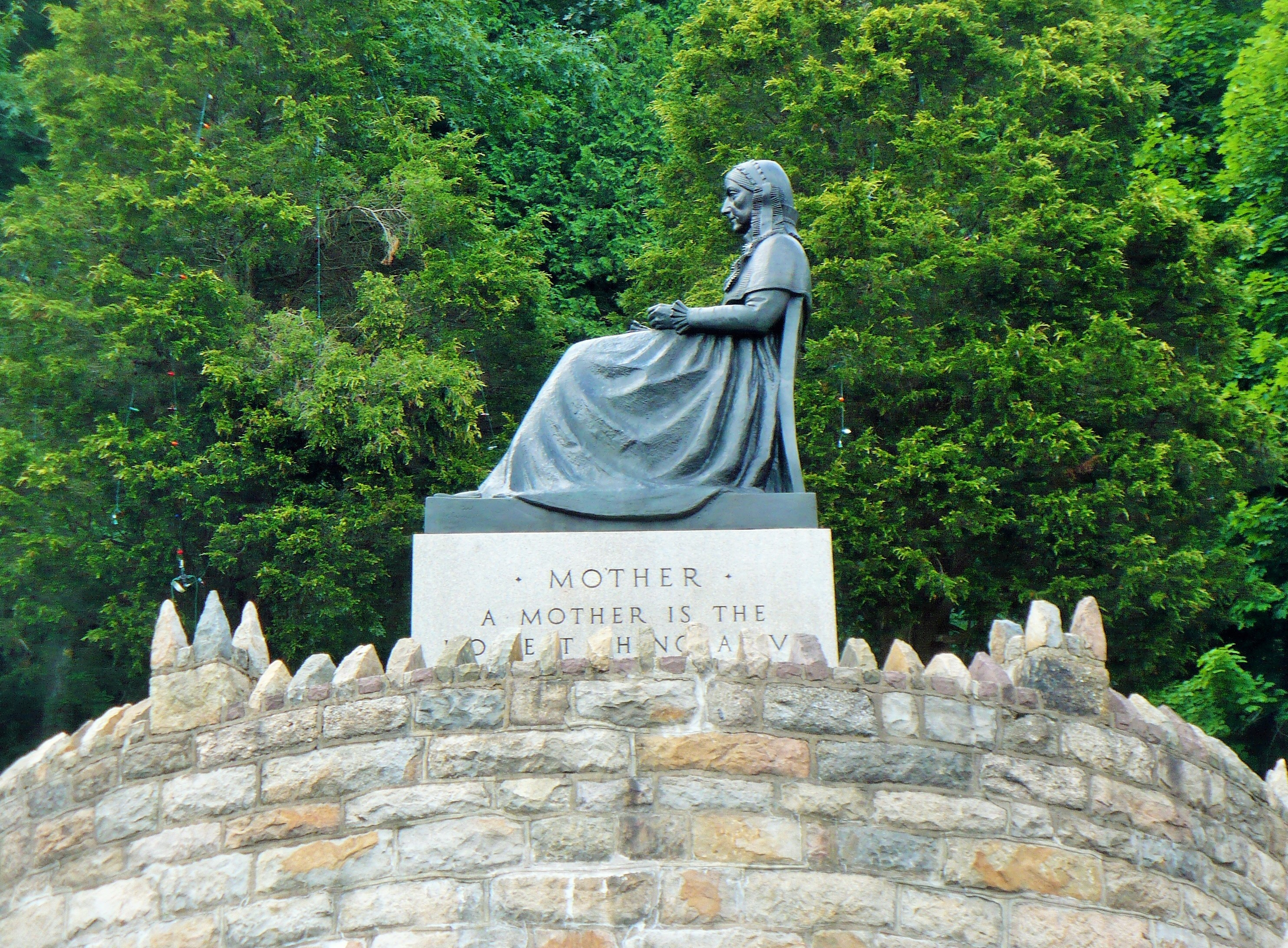
Mothers' Memorial, Ashland, Pennsylvania

I kommunen (borough) Ashland i Pennsylvania restes år 1938  en två meter hög bronsstaty baserad på målningen. Tidigare  utflyttare från Ashland ville hedra mödrarna under den stora depressionen och samlade in pengar till monumentet.